# Sylvia Limmer
Sylvia Limmer (ur. 8 lutego 1966 w Bayreuth) – niemiecka polityk i lekarz weterynarii, deputowana do Parlamentu Europejskiego IX kadencji.

## Życiorys
Absolwentka biologii, po doktoracie pracowała w przedsiębiorstwie biotechnologicznym, w którym odpowiadała za dział biologii komórki. Później zajęła się prowadzeniem własnej działalności gospodarczej, ukończyła też studia z zakresu medycyny weterynaryjnej. Uzyskała uprawnienia lekarza weterynarii, podejmując pracę w tym zawodzie. W 2016 wstąpiła do Alternatywy dla Niemiec, dołączyła do jednej z federalnych grup roboczych tej partii. W wyborach w 2019 z listy AfD uzyskała mandat eurodeputowanej IX kadencji.